# Ash Sharqiyah (guvernement)
Ash Sharqiyah (arabisk:محافظة الشرقية , østlige region) er et guvernement i den nordlige del af Egypten. Dens hovedstad er Az Zaqaziq.

## Byer
- Zaqaziqالزقازيق
- Belbeis بلبيس
- Menya Al Qamh منية القمح
- Abou Hammaad أبو حماد
- Faquous فاقوس
- Hehya هيا
- Abu Kabeer أبو كبير
- Al Husaineya الحسينية
- Kafr Saqr كفر صقر
- Awlaad Saqr أولاد صقر
- Al Qenayaat القنايات
- Deyarb Najm ديرب نجم
- Al Ebrahemeyah الابراهيمية

## Befolkning
Ifølge befolkningsestimater boede størstedelen af beboerne i guvernementet i landdistrikter i 2015 med en urbaniseringsrate på kun 23,1 %. Ud af anslået 6.485.412 mennesker, der boede i guvernementet i 2015, boede 4.987.707 mennesker i landdistrikter og 1.497.705 i byområder. 

## Eksterne kilder og henvisninger
1. ↑  Areal og befolkning
2. ↑  البيانات السكانية لمدينة أو قرية حسب تقديرات السكان 2006 - محافظة الشرقية. الجهاز المركزي للتعبئة العامة والإحصاء. تاريخ الوصول: 9 يناير 2016.

- Wikimedia Commons har flere filer relateret til Ash Sharqiyah (guvernement)

30°32′N 31°25′Ø / 30.533°N 31.417°Ø